# 科貝塔斯山

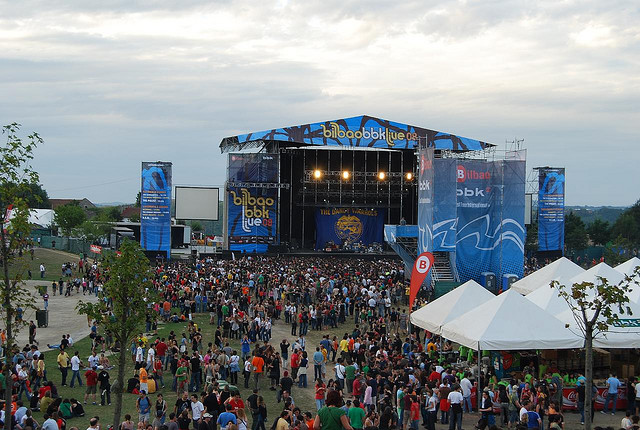

科貝塔斯山（西班牙語：Monte Cobetas），是西班牙的山峰，位於該國北部巴斯克地區，處於畢爾包西南部，屬於巴斯克山脈的一部分，海拔高度205米，是畢爾包的最大公園，佔地18.5公頃。
43°15′30″N 2°57′50″W / 43.25833°N 2.96389°W